# William Bunge
Pour les articles homonymes, voir Bunge.
William Wheeler Bunge Jr., né en 1928 à La Crosse (États-Unis) et mort le 31 octobre 2013, est un géographe et chercheur américain. Il est connu pour ses travaux en géographie quantitative, sur la théorie spatiale et par ses prises de positions antimilitaristes dans le cadre de la géographie radicale.

## Formation et carrière académique
Après avoir servi dans l'armée américaine durant la guerre de Corée (1950-1952), Bunge étudie la géographie sous la direction de Richard Hartshorne à l'université du Wisconsin où il obtient un master (1955). Il poursuit ses études à l'université de Seattle. Bunge était parmi le groupe de jeunes géographes qui, sous la direction d'Edward Ullman et William Garrison, a donné naissance à ce qui, plus tard, s'appellera la révolution quantitative en géographie. Après avoir soutenu une thèse doctorale intitulée Theoretical geography (1960), Bunge est recruté comme enseignant à l'université de l'Iowa mais est licencié un an plus tard. En 1962, il est nommé professeur adjoint à l'université de Wayne State de Détroit où il reste jusqu'en 1969.
Avec son livre Theoretical Geography, publication issue de sa thèse en 1962, Bunge est devenue une des figures de proue internationale de la géographie quantitative mais, au cours des années 1960, il s'est détaché de cette approche quantitative, considérant que les outils qu'il avait mis au point par ses recherches étaient « intimement liés à des intérêts industriels et commerciaux ». Par ailleurs, à propos de l'utilisation faite de ses recherches lors d'opérations d'aménagement ségrégatives à Détroit, il prend conscience du caractère éminemment politique selon lui de la recherche en géographie et estime qu'il est nécessaire de lier recherche théorique et travail de terrain.
Bunge s'engage alors activement pour l'amélioration de la situation des groupes marginalisés dans les centres-villes américains. En 1965, alors qu'il prépare la seconde édition de Theoretical Geography, débutent les bombardements lourds de la guerre du Vietnam et l'opération Flaming Dart (en). Il s'engage alors aussi dans les mouvements de paix et participe aux marches de Selma à Montgomery. En 1966, il déménage à Chicago pour participer aux manifestations du mouvement des droits civiques. Son séjour dans les quartiers noirs de Chicago et de ses contacts avec des activistes de quartier lui a permis d'enquêter sur ce qu'il appelle la « survie » des enfants dans les quartiers défavorisés.
Ses vues radicales sur la guerre du Vietnam et le mouvement des droits civiques ont provoqué des conflits avec la communauté universitaire. En 1967, il est mis à l'index par le gouvernement américain en tant que sympathisant communiste et, de ce fait, ne peut plus enseigner. La Wayne State University ne renouvelle pas son contrat. Il fonde alors, en 1968, avec Gwendolyn Warren le Detroit Geographical Expedition and Institute au sein de la Society for Human Exploration et mène des recherches sur le quartier noir de Fitzgerald à Détroit (Michigan), dont il tire une monographie, Fitzgerald : Geography of a Revolution.
En 1970, déçu de la société américaine, il s'installe au Canada, où il enseigne à l'université de Western Ontario en 1970-1971, puis à l'université York (Toronto). Sa critique régulière des opinions politiques de certains de ses collègues lors de ses conférences l'a certainement empêché d'obtenir un poste permanent.
Il n'occupe plus de fonctions universitaires à partir de 1973, et devient durant un temps chauffeur de taxi à Toronto, avant de se fixer dans une petite ville du Québec. Il publie un dernier livre en 1988, Nuclear War Atlas. On apprend qu'en 1998, Bunge a été nommé « représentant du Parti communiste québécois auprès du gouvernement du Canada » et qu'il a publié un article intitulé « Where are Germans? » dans la revue NorthStar Compass, « dédiée à la renaissance de l'Union soviétique comme un État socialiste ».

## Theoretical Geography
La première édition de cet ouvrage est parue en 1962 et la seconde en 1966. Pour Cox, il s'agit "peut-être du texte fondateur de la révolution quantitative spatiale". Un extrait est d'ailleurs compris dans le recueil Key Texts in Human Geography.
De l'avis de Bunge, la géographie est une science qui, comme les autres est définie par un objet de connaissance particulier (pour la géographie c'est la Terre comme "maison de l'humanité"). Il remarque que chaque science comporte d'un côté un aspect factuel et empirique et de l'autre, un aspect théorique. Or pour la géographie, Bunge relève de très nombreux ouvrages sur les faits mais très peu sur la théorie.
Pour Bunge, il y avait des lois simples à découvrir sur la surface de la Terre, et en particulier sur les modèles de phénomènes qui s'y trouvent. Il en serait trouvé pour les phénomènes humains et physiques, et parce que l'étude des uns pourrait informer les autres il était logique pour départements de géographie d'abriter les deux géographies: physique et humaine. La clé pour comprendre ces modèles est la géométrie, qui permet une description précise des modèles, et à travers les théorèmes qui la composent, permet au chercheur de raisonner sur le modèle et, de là, sur la théorie.
Sa pensée sur la théorie géographique doit être analysée dans le cadre du débat qui existait alors entre les partisans d'une perspective idiographique (qui trouvait son aboutissement par la géographie régionale) et les partisans d'une perspective nomothétique (géographie générale). Ce débat est généralement associé à la confrontation entre Richard Hartshorne (représentant le point de vue idiographique) et Fred K. Schaefer (représentant le point de vue nomothétique). Dès les premières pages, Bunge précise qu'il soutient la perspective nomothétique, car c'est elle qui permettra à la géographie d'obtenir sa crédibilité scientifique.

## L'école de Seattle
Bunge fait partie du groupe d'étudiants en géographie influencés par les idées d'Edward Ullman, lorsque celui est professeur à l'université de Seattle, de 1951 à 1976. Celui-ci définissait la géographie comme « la science des interactions spatiales ».
Ce groupe, connu sous le nom de l'« école de Seattle » ou de « space cadets », comprenait notamment William Garrison, Donald Hudson, Duane Marble, Brian Berry, Michael F. Dacey, Richard Morrill, John D. Nystuen, Arthur Getis et Waldo Tobler qui obtinrent des postes dans un certain nombre d'universités américaines et dont l'approche a rapidement attiré l'attention d'autres géographes, comme Leslie J. King, Leslie Curry, Maurice Yeates, Peter Haggett et Richard Chorley au Royaume-Uni, notamment.

## Publications
- Bunge, W., 1962. Theoretical Geography. First Edition. Lund Studies in Geography Series C: General and Mathematical Geography. Lund, Suède: Gleerup[11].
- Bunge, W., 1964. Geographical Dialectics. The Professional Geographer, 16(4):28 - 29 DOI 10.1111/j.0033-0124.1964.028_q.x
- Bunge, W., 1966. Gerrymandering, Geography, and Grouping. Geographical Review, vol. 56, p. 256–263.
- Bunge, W., 1966. Locations Are Not Unique. Annals of the Association of American Geographers, vol. 56, p. 375–376.
- Bunge, W., 1966. Theoretical Geography. Second Edition. Lund Studies in Geography Series C: General and Mathematical Geography, No. 1. Lund, Sweden: Gleerup[12].
- Bunge, W., 1968. Fred K. Schaefer and the science of geography. Harvard Papers in Theoretical Geography, Special Papers Series, Paper A, Laboratory for Computer Graphics and Spatial Analysis, Harvard University, Cambridge, MA.
- Bunge, W., 1969. The first years of the Detroit Geographical Expedition: a personal report, Published by Detroit, Society for Human Exploration. 59 p. (LCCN 72180053) Dewey:910/.7/11 LC: G74.5.B8
- Bunge, W., 1969. Atlas of Love and Hate. Détroit, The Society for Human Exploration
- Bunge, W., 1971. Fitzgerald; Geography of a Revolution. Cambridge, MA: Schenkman.
- Bunge, W., 1973. The Geography. Professional Geographer, Vol. 25, p. 331–337.
- Bunge, W., 1973. The Geography of Human Survival. Annals of the Association of American Geographers, Vol. 63, p. 275–295.
- Bunge, W., 1973. Commentary: spatial prediction. Annals of the Association of American Geographers 63(4): 566-568.
- Bunge, W., 1974. Fitzgerald from a Distance. Annals of the Association of American Geographers, Vol. 64, p. 485–489.
- Bunge, W. and R. Bordessa. 1975. The Canadian alternative - survival. Expeditions and urban change. York University, Toronto.
- Bunge, W., 1979. Perspective on Theoretical Geography. Annals of the Association of American Geographers 69: 169-174.
- Bunge, W., 1979. Fred K. Schaefer and the Science of Geography. Annals of the Association of American Geographers, Vol. 69, p. 128–132.
- Bunge, W., 1988. The Nuclear War Atlas. New York: Blackwell[13].